# Tann (Rhön)
Tann is een gemeente in de Duitse deelstaat Hessen, en maakt deel uit van de Landkreis Fulda.
Tann telt 4.382 inwoners.
Het is gelegen aan het riviertje de Ulster in het Rhön-gebergte, 27 km ten noordoosten van Fulda. Het is een erkend kuuroord.

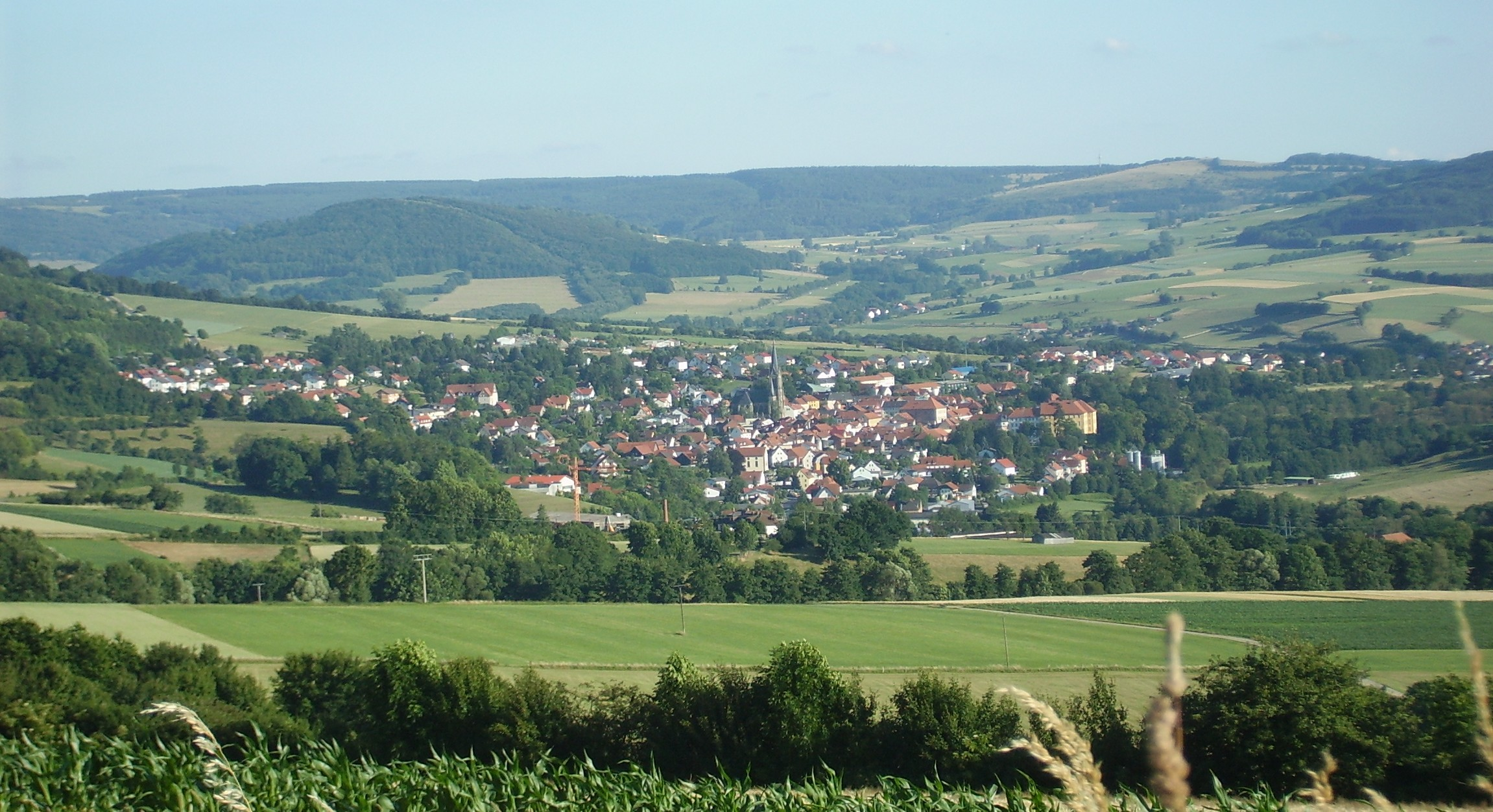
Landschap bij Tann (gezien vanuit het noordoosten)
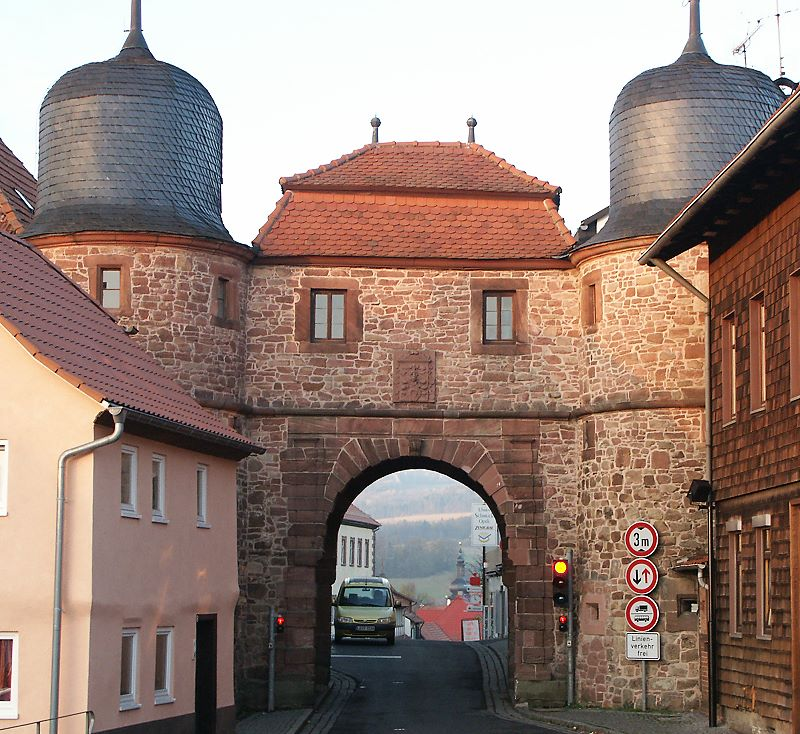
Stadspoort van Tann (gebouwd 1557–1563)

## Plaatsen in de gemeente
- Tann (met Schweidhof, Friedrichshof en Hasenmühle)
- Habel (met Esbachsgraben, Neustädtges, Habelgraben, Schwarzenborn, Karnhof en Mollartshof)
- Günthers
- Hundsbach (met Dippach, Kleinfischbach en Herdathurm)
- Lahrbach (met Brauertshof en Paradieshof)
- Neuschwambach (met Altschwambach, Aura, Ober- en Unterrückersbach)
- Neuswarts (met Meerswinden)
- Schlitzenhausen (met Sinswinden)
- Theobaldshof (met Knottenhof en Dietgeshof)
- Wendershausen (met Rothof).

Bad Salzschlirf ·
Burghaun ·
Dipperz ·
Ebersburg ·
Ehrenberg (Rhön) ·
Eichenzell ·
Eiterfeld ·
Flieden ·
Fulda ·
Gersfeld (Rhön) ·
Großenlüder ·
Hilders ·
Hofbieber ·
Hosenfeld ·
Hünfeld ·
Kalbach ·
Künzell ·
Neuhof ·
Nüsttal ·
Petersberg ·
Poppenhausen ·
Rasdorf ·
Tann